# Zoerab Azmaiparasjvili

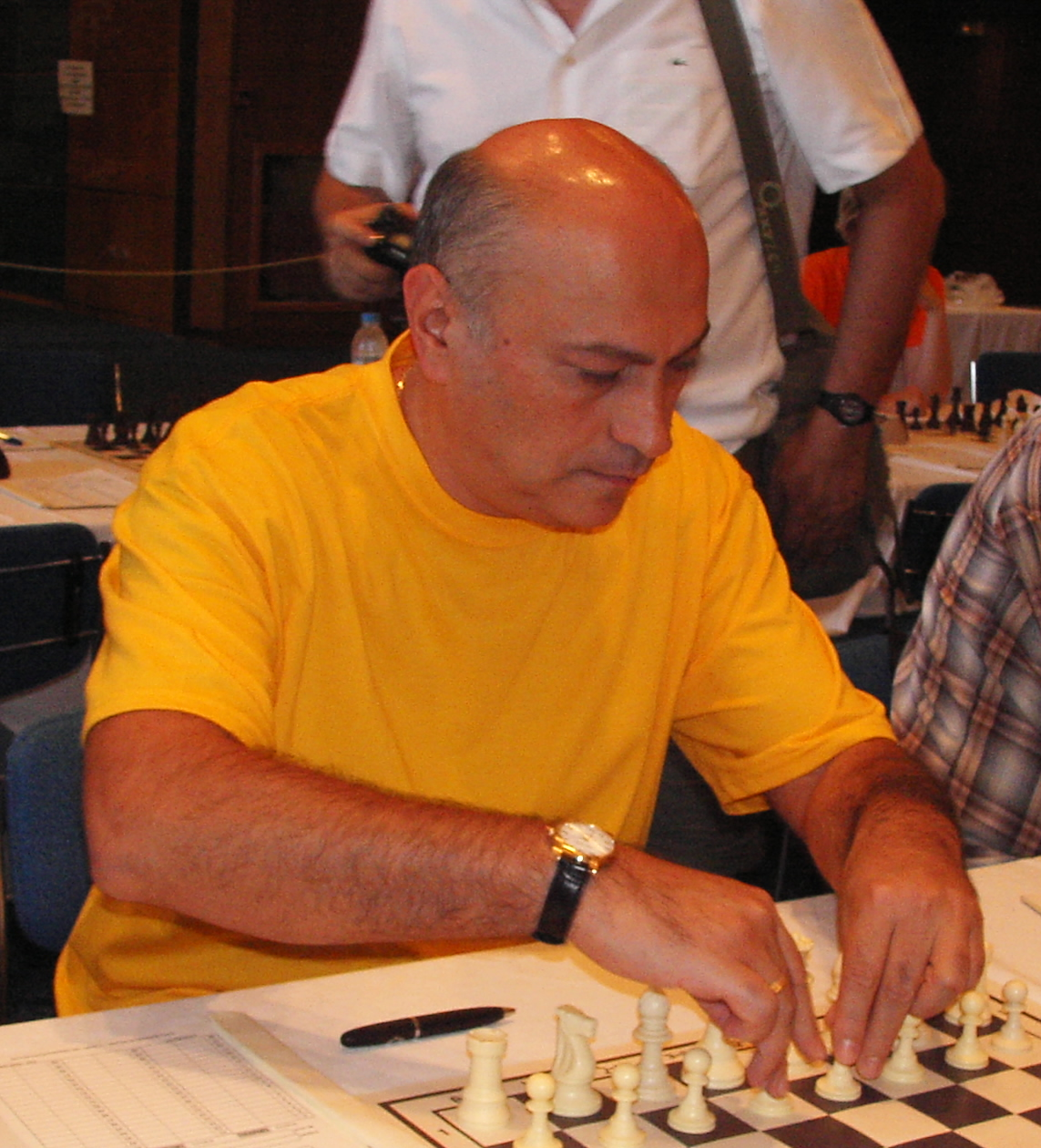
Zoerab Azmaiparasjvili (2004)

Zoerab Azmaiparasjvili (Georgisch: ზურაბ აზმაიფარაშვილი) (Tbilisi, 16 maart 1960) is een Georgische schaker. Hij is sinds 1988 een grootmeester (GM) en sinds 2004 een FIDE Senior Trainer.  In juli 2003 was zijn Elo-rating 2702. Hij is vice-president van de FIDE. Sinds 2014 is hij president van de European Chess Union. 

## Resultaten
Op vierjarige leeftijd leerde hij schaken en hij kreeg al op jonge leeftijd training. Toen hij 13 jaar oud was, won hij het jeugdkampioenschap van Georgië in de categorie tot 18 jaar.  Een jaar later nam hij deel aan het kampioenschap voor volwassenen. In 1978 werd hij jeugdkampioen van de Sovjet-Unie in de categorie tot 18 jaar. In 1979 mocht hij namens de Sovjet-Unie deelnemen aan het Europees schaakkampioenschap voor junioren in Groningen. 
In 1983 kwaliceerde hij zich voor deelname aan het toernooi om het kampioenschap van de Sovjet-Unie, gehouden in Moskou, en won hier spectaculair van de toenmalige wereldkampioen Anatoli Karpov (zie 'Partij'). Hij won de toernooien in Pavlodar 1982, Moskou 1986, Albena 1986 en Tbilisi 1986, maar vanwege de reisbeperkingen in de Sovjet-Unie kon Azmaiparasjvili nog niet de titel Internationaal Meester verkrijgen. Pas tijdens de latere perestroika-fase in 1988, verkreeg hij van de FIDE de titel grootmeester. 
In 1987 was hij secondant van Garri Kasparov bij zijn tweekamp om de wereldtitel in Sevilla tegen Anatoli Karpov. Azmaiparasjvili assisteerde Kasparov ook in 1990. In 1989 won hij in Londen het Lloyds-Bank-Open toernooi. Op de Schaakolympiade 1998 haalde hij een performance rating van 2810. In 1998 werd hij tweede op het "Lost Boys" toernooi in Antwerpen. In 2003 werd hij in Silivri (provincie Istanboel) Europees kampioen. Daarbij was er in zijn partij tegen de latere nummer twee Vladimir Malachov een ongebruikelijk voorval: na een blunder van Azmaiparasjvili stond zijn tegenstander het hem toe, tegen de regels in, de zet terug te nemen. 
In december 2010 werd hij gedeeld eerste, met IM Oliver Barbosa op het eerste open ASEAN Schaakkampioenschap in Singapore; hij won via de tie-break. 
In 2004 verkreeg Azmaiparasjvili de titel FIDE Senior Trainer. 
In oktober 2003 behoorde hij tot de beste 20 op de wereldranglijst van de FIDE. Maar sinds zijn deelname in 2010 aan het ASEAN-kampioenschap heeft hij geen partij meer gespeeld in gelegenheden die vallen onder het Elo-rating systeem. 
In augustus 2009 was hij de captain van het team van Azerbeidzjan dat de winnaar was van het Europees kampioenschap voor landenteams, gehouden in Novi Sad (Servië).
Azmaiparasjvili was ook schaakfunctionaris. Hij is president van de schaakbond van Georgië en vice-president van de Wereldschaakorganisatie FIDE. 

## Nationale teams
Azmaiparasjvili nam met het Georgische team deel aan de Schaakolympiades van 1992 tot 2004, waarbij hij aan het eerste bord speelde. Bij de Schaakolympiade van 1998 in Elista behaalde hij de beste Elo-performance van alle spelers.
Ook nam hij met Georgië deel aan het WK voor landenteams in 2005 en aan het EK voor landenteams in 1997, 2003 en 2005.

## Schaakverenigingen
Azmaiparasjvili nam negen keer deel aan de European Club Cup: van 1994 tot 1996 met ŠK Bosna Sarajevo (de winnaar in 1994), van 1999 tot 2003 met ŠK Kiseljak en in 2005 met I&A Tbilisi. In de Chinese competitie speelde hij in 2005 voor Wenzhou Law School. 

## Partij
Karpov - Azmaiparasjvili (0–1)

kampioenschap van de Sovjet-Unie, Moskou 1983 

Pircverdediging, B08 

1.e4 d6 2.d4 g6 3.Pf3 Pf6 4.Pc3 Lg7 5.Le2 0–0 6.0–0 Lg4 7.Le3 Pc6 8.Dd2 e5 9.d5 Pe7 10.Tad1 b5!? 11.a3 a5 12.b4 axb4 13.axb4 Ta3 14.Lg5 Txc3 15.Lxf6 Lxf3 16.Lxf3 Ta3 17.Lxg7 Kxg7 18.Ta1 Da8 19.Txa3 Dxa3 20.Le2 Db2 21.Td1 f5 22.exf5 Pxf5 23.c3 Dxd2 24.Txd2 Ta8 25.Lxb5 Ta3 26.Tc2 Pe7 27.f4 exf4 28.Lc6 Pf5 29.Kf2 Pe3 30.Tc1 Kf6 31.g3 Ke5 32.Kf3 g5 33.gxf4+ gxf4 34.h4 Pxd5 35.Lxd5 Kxd5 36.Kxf4 Kc4 37.Te1 Txc3 38.Te7 Kxb4 39.Txh7 d5 40.Ke5 c6 41.Kd4 Tc4+ (0–1)